# Semakau

Vị trí của đảo Semakau, bãi chôn tác cùng tên và các đảo lân cận.

Semakau (tiếng Mã Lai: Pulau Semakau, tiếng Trung: 士马高岛, Sĩ Mã Cao đảo) là một đảo thuộc chủ quyền của Singapore và nằm phía Nam của quốc gia này, tại vịnh Singapore.

## Lịch sử
Thập niên 1890, chính phủ Singapore đã xây dựng một bãi chôn tro rác gọi là Đảo chôn rác Semakau (tiếng Anh: Semakau Landfill) nằm phía Đông của Semakau và phía Tây Nam của đảo Sekang. Đảo chôn rác Semakau là bãi chôn rác đầu tiên trên thế giới được xây dựng tại một hòn đảo nhỏ nằm ngoài khơi xa và cũng là bãi chôn rác cuối cùng của Singapore còn hoạt động.